# Kazimierz Michalski (duchowny)

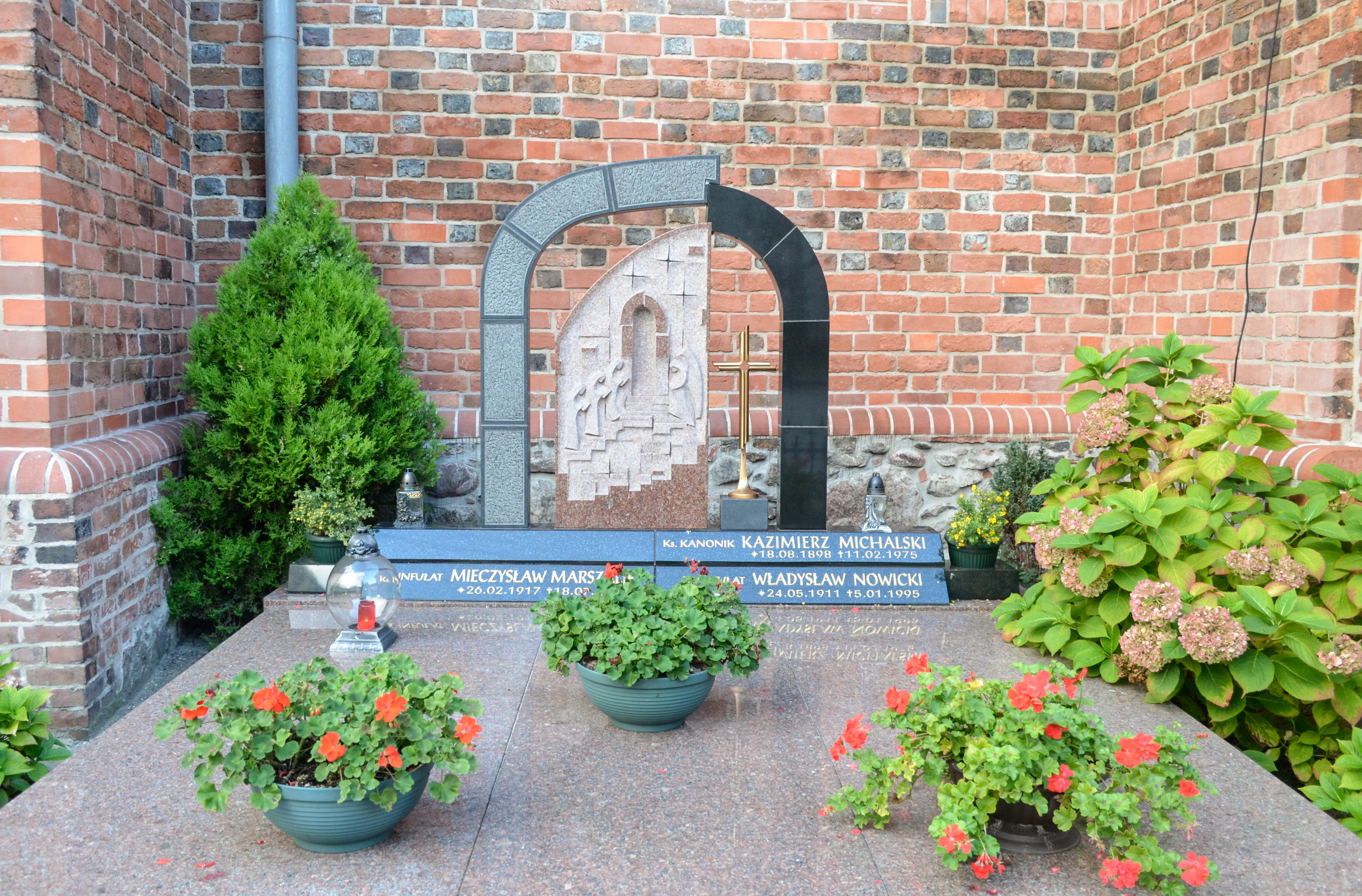
Grobowiec ks. Kazimierza Michalskiego przy konkatedrze św. Jadwigi w Zielonej Górze

Kazimierz Antoni Michalski (ur. 18 sierpnia 1898 w Gnieźnie zm. 11 lutego 1975 w Poznaniu) – kapłan, kanonik, dziekan, pierwszy polski proboszcz w parafii św. Jadwigi w Zielonej Górze.

## Życiorys

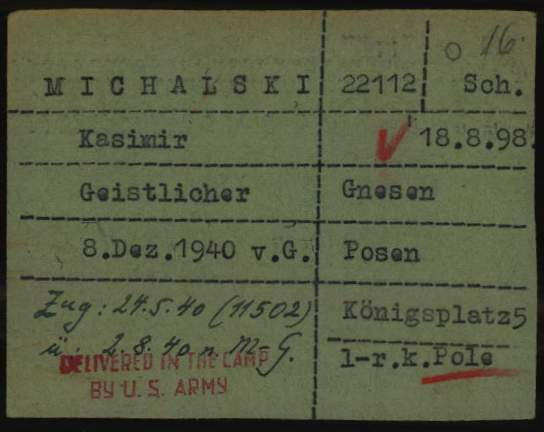
Karta rejestracyjna Kazimierza Michalskiego jako więźnia w nazistowskim obozie koncentracyjnym w Dachau

Syn urzędnika miejskiego Stanisława (zm. 1939) i Antoniny z Wawrzyniaków. Uczęszczał do gimnazjum w Gnieźnie, gdzie w 1917 zdał maturę. W latach 1917–1919 był wcielony do niemieckiej armii. W 1919 wstąpił do Seminarium Duchownego w Poznaniu, a ukończył w 1922 w Gnieźnie. Został wyświęcony 17 grudnia 1922. Do sierpnia 1923 był wikariuszem w Wolsztynie, następnie prefektem w Trzemesznie (gimnazjum męskie), Wągrowcu (seminarium nauczycielskie męskie), Lesznie (seminarium nauczycielskie żeńskie) i Poznaniu (gimnazjum im. św. Jana Kantego i gimnazjum żeńskiego Najświętszego Serca Pana Jezusa) oraz dyrektorem Instytutu Akcji Katolickiej w Poznaniu. W 1932 został powołany na stanowisko Sekretarza Generalnego Sodalicji Mariańskiej Pań, później Katolickiego Stowarzyszenia Młodzieży, a w 1939 został Dyrektorem Diecezjalnego Instytutu Akcji Katolickiej.
Po wybuchu II wojny światowej pełnił funkcję kapelana wojskowego, uczestniczył w walkach nad Bzurą. 9 listopada 1939 został aresztowany przez Gestapo i wywieziony na izolację do klasztoru w Kazimierzu Biskupim, a stamtąd w kwietniu 1940 do Dachau. Do wyzwolenia (przez wojska amerykańskie 29 kwietnia 1945) był więziony w obozach w Dachau i Mauthausen-Gusen.
Po powrocie do kraju był społecznikiem i organizatorem życia kościelnego na ziemiach zachodnich. 22 października 1945 objął parafię św. Jadwigi w Zielonej Górze. Wkrótce potem został mianowany zielonogórskim dziekanem na obszarze od dawnej granicy polsko-niemieckiej (Konotop–Kolsko) po obecną (Gubin). Cały czas pozostawał w konflikcie z władzami PRL-u i po odmowie złożenia obowiązkowego ślubowania na wierność PRL w 1952 został zmuszony do opuszczenia probostwa i wyjechał do Poznania. Powrócił w 1956, ale i tym razem po wydarzeniach zielonogórskich, stając w obronie Kościoła i wolności w sporze z władzą o Dom Katolicki musiał w 1960 opuścić parafię.
Zmarł 11 lutego 1975 w Poznaniu. 13 marca 2010 – po ekshumacji z cmentarza w Poznaniu – został pochowany w grobowcu dla zasłużonych kapłanów Zielonej Góry, przy konkatedrze św. Jadwigi.

## Ordery i odznaczenia
- Krzyż Komandorski Orderu Odrodzenia Polski (pośmiertnie, 22 maja 2018)[4][5]
- Krzyż Oficerski Orderu Odrodzenia Polski (pośmiertnie, 27 maja 2010)[6]
- Złoty Krzyż Zasługi (10 marca 1939)[7]

## Upamiętnienie

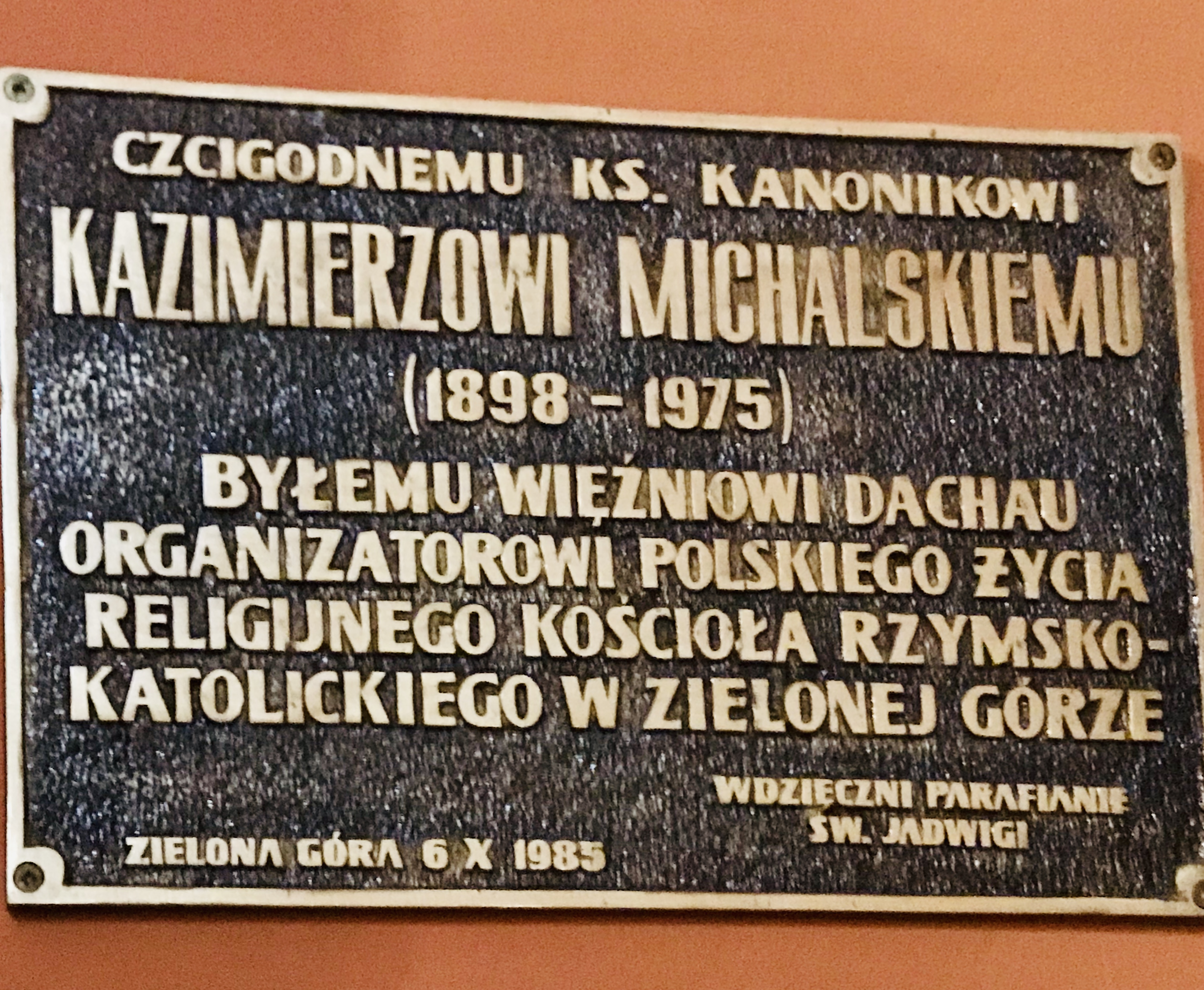
Tablica pamięci ks. Kazimierza Michalskiego w konkatedrze

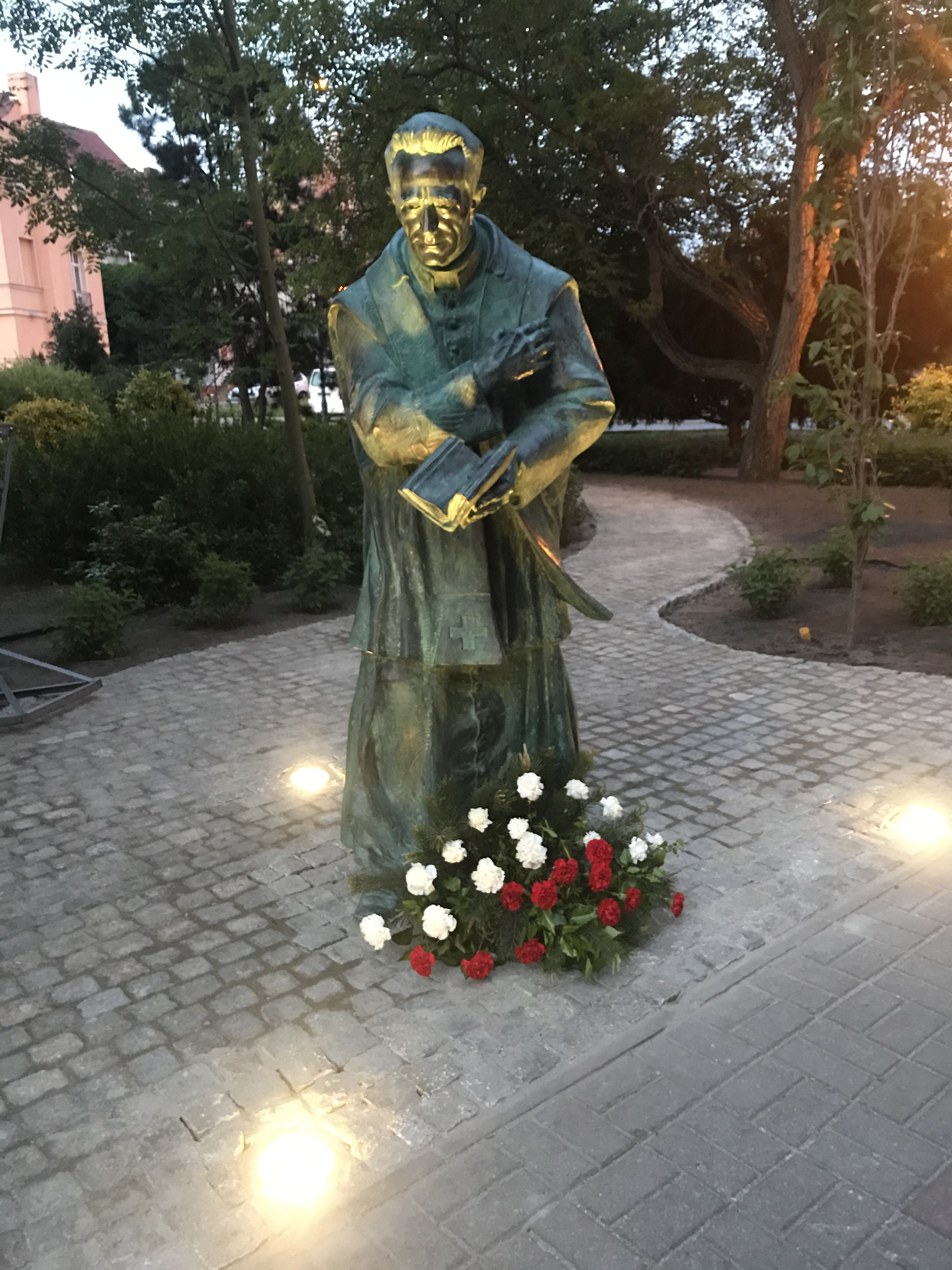
Pomnik ks. Kazimierza Michalskiego przy konkatedrze św. Jadwigi w Zielonej Górze

6 października 1985 w kościele św. Jadwigi Śląskiej odsłonięto tablicę pamięci.
27 kwietnia 2010 został Honorowym Obywatelem Zielonej Góry.
23 kwietnia 2011 jego imieniem nazwano nowo wybudowaną ulicę łączącą ul. Wyszyńskiego i ul. Botaniczną w Zielonej Górze.
W 60. rocznicę wydarzeń w obronie Domu Katolickiego, 30 maja 2020 na skwerze przy konkatedrze odsłonięto pomnik ks. Kazimierza Michalskiego.